# Banana split

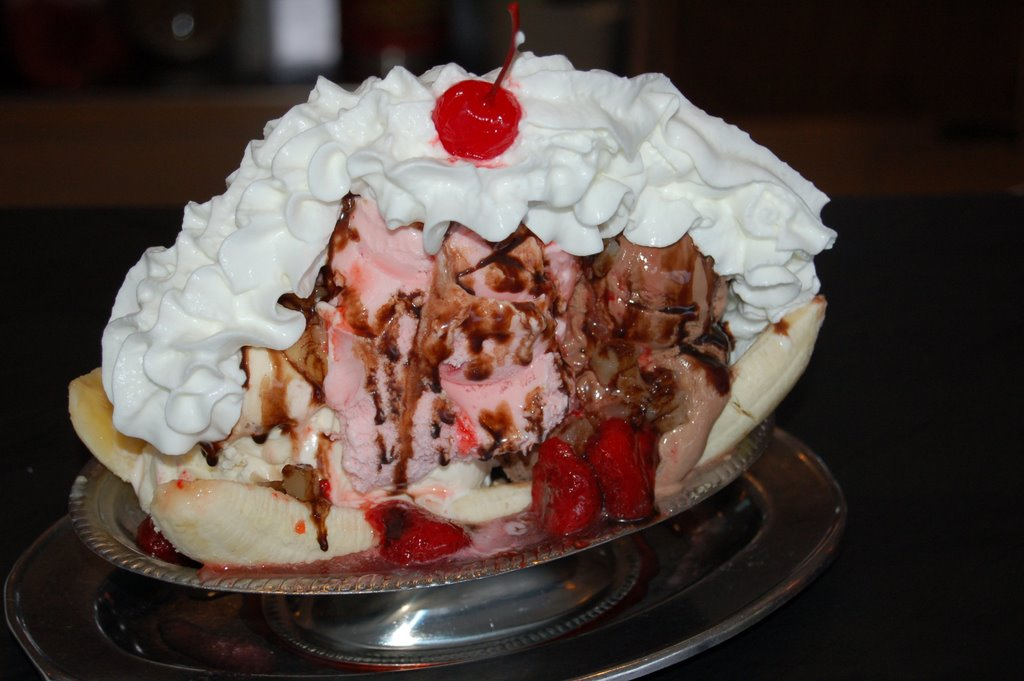
Un banana split tradicional

Banana split, conocido también en algunos lugares como helado de banana o barco de banana, es un postre principalmente hecho de helado y banana.
En su forma clásica está servido en un recipiente alargado. Su preparación consiste en un plátano que es cortado en dos longitudes (de ahí su nombre en inglés split, que significa «dividir»).
Existen diversas variaciones, pero la versión clásica, popularizada en la ciudad de Latrobe, Pensilvania, a comienzos del siglo XX, está hecha con bolas de helado de vainilla dulce, chocolate con leche y fresa con trozos, servidos en hilera. Se acostumbra usar rodajas de fresa sobre el helado de vainilla, jarabe de chocolate sobre la fresa y fresa sobre el chocolate. Es adornado con nueces, crema batida y una cereza en la cima.
A partir de ahí existe otra ciudad, Split, en Dalmacia, que afirma ser el lugar donde nació la receta original en 1907 a partir de un concurso de repostería para elegir un nuevo postre con el que atraer a los habitantes de dicha ciudad. A pesar de que aquella ciudad está generalmente aceptado como el lugar de nacimiento del postre, la controversia reside en las pocas pruebas físicas existentes por parte de ambas ciudades.
La cadena Walgreens, a partir de su fundador Charles Rudolph Walgreen, está acreditada como la empresa que popularizó el alimento al incluirlo como uno de sus postres estrella en sus cartas.